# Joseph Minala
Joseph Marie Minala (Yaoundé, 24 augustus 1996) is een Kameroens voetballer die bij voorkeur als middenvelder speelt. Hij debuteerde op 6 april 2014 in het betaald voetbal toen hij het met SS Lazio opnam tegen UC Sampdoria.

## Statistieken
| Seizoen                     | Club                   | Land   | Competitie | Wed. | Goals |
| --------------------------- | ---------------------- | ------ | ---------- | ---- | ----- |
| 2013/14                     | SS Lazio               | Italië | Serie A    | 3    | 0     |
| 2014/15                     | AS Bari                | Italië | Serie B    | 18   | 3     |
| 2015/16                     | SSD Latina Calcio 1932 | Italië | Serie B    | 3    | 1     |
| 2015/16                     | AS Bari                | Italië | Serie B    | 1    | 0     |
| 2016/17                     | Salernitana            | Italië | Serie B    | 16   | 1     |
| 2017/18                     | Salernitana            | Italië | Serie B    | 31   | 2     |
| Totaal                      | Totaal                 | Totaal | Totaal     | 72   | 7     |
| Bijgewerkt tot 8 april 2018 |                        |        |            |      |       |